# مريمة (سيئون)
'

تعديل مصدري - تعديل

مريمة هي إحدى قرى عزلة سيئون بمديرية سيئون التابعة لمحافظة حضرموت، بلغ تعداد سكانها 655 نسمة حسب تعداد اليمن لعام 2004.